# Lock and Dam No. 21
Lock and Dam No. 21 (Schleuse und Staustufe Nr. 21) ist eines von 29 Stauwerken, die die Schifffahrt am oberen Mississippi ermöglichen. Das zwischen 1933 und 1938 vom United States Army Corps of Engineers errichtete kombinierte Bauwerk befindet sich in Quincy im Adams County, Illinois. Auf dem gegenüberliegenden rechten Flussufer liegt das Marion County in Missouri. Im Jahr 2004 wurde das Lock and Dam No. 21 Historic District in das NRHP aufgenommen.

## Staustufe

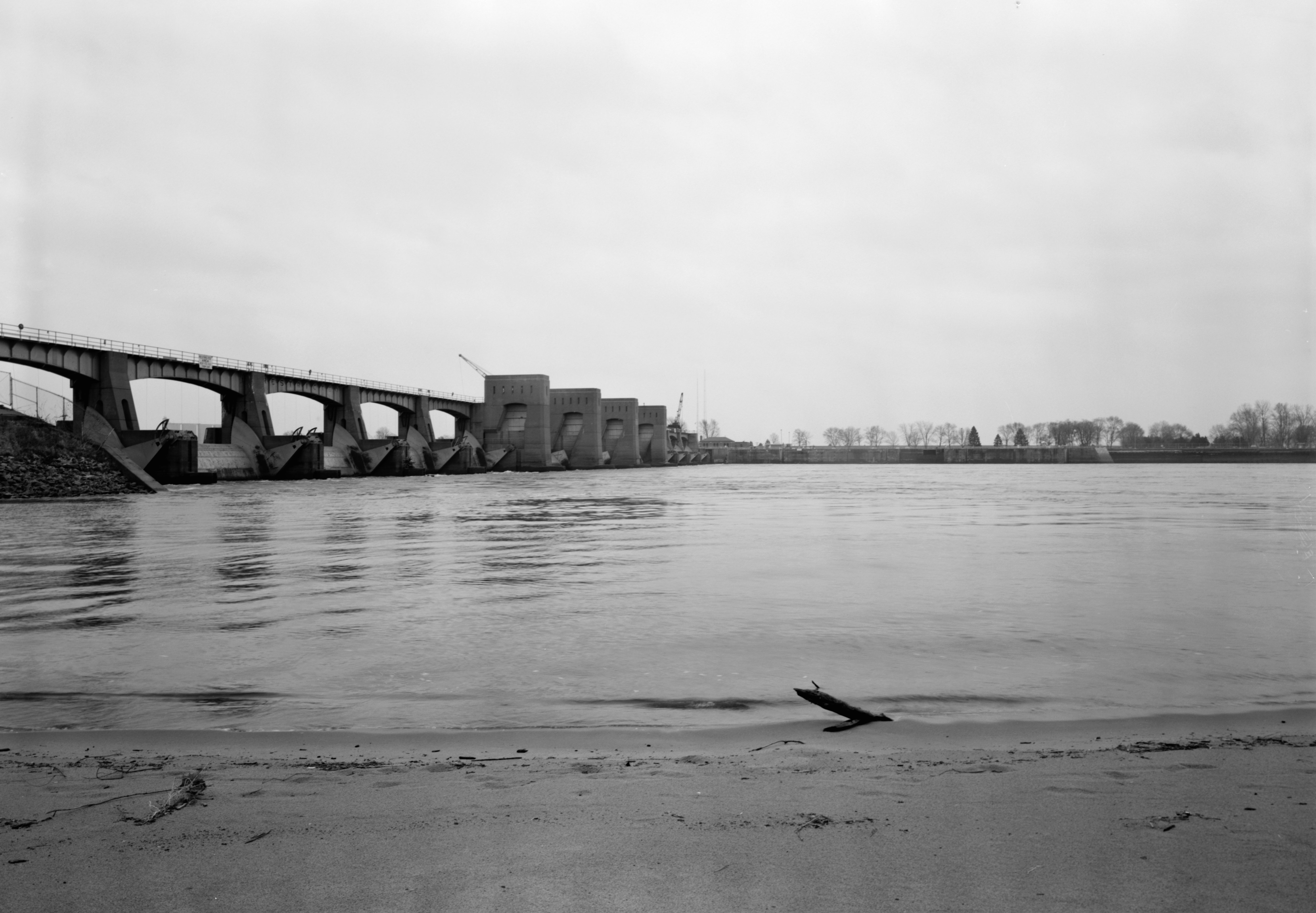
Lock and dam No. 21

Zur Staustufe gehören ein 426,7 m langer Steindamm auf der Missouri-Seite und ein 385,6 m langer regelbarer Teil, der aus einem zehnteiligen Segmentwehr und drei Stauwalzen besteht.

Die Stauhöhe beträgt 9 Fuß (2,70 m). Der Zweck des Wehres ist nicht der Hochwasserschutz, sondern das Aufstauen des Mississippi für die Schifffahrt.

## Schleuse
Die Schleuse ist 182,9 m lang und 33,5 m breit. Daneben befindet sich eine zweite, jedoch nicht fertiggestellte kleinere Schleusenkammer.